# Жанбобек
Жанбобе́к (каз. Жанбөбек) — село у складі Нуринського району Карагандинської області Казахстану. Адміністративний центр Каракоїнського сільського округу.
Населення — 332 особи (2021; 416 у 2009, 633 у 1999, 1010 у 1989).
Національний склад станом на 1989 рік:
- казахи — 100 %.